# Accademia di belle arti di Ravenna
L'Accademia di Belle Arti di Ravenna è un'istituzione italiana di alta formazione artistica (AFAM) riconosciuta dal Ministero dell'Istruzione e del Merito. Rilascia diplomi accademici triennali e biennali di I e II livello. Ha sede in via delle Industrie 76 a Ravenna. 

## Storia
L'«Accademia elementare di Belle Arti» fu inaugurata a Ravenna il 26 novembre 1829 per volontà della Legazione provinciale e del Comune di Ravenna e con il patrocinio del cardinale Vincenzo Macchi, Legato pontificio di Ravenna. Il merito dell'idea va riconosciuto all'allora poco più che ventenne prelato maceratese (ma senza ordini sacri) Lavinio Spada de’ Medici, vicelegato di Ravenna fino al 1828. Furono attivati i corsi di pittura, scultura e decorazione. La prima sede fu un palazzo in via Baccarini progettato dal bolognese Ignazio Sarti (che fu anche il primo direttore dell'istituzione). I lavori per la costruzione furono avviati nel settembre 1827 e della facciata originaria sopravvivono ancora tre arcate dell'edificio ottocentesco progettato dal Sarti.
Parallelamente ai locali adibiti ad aule e laboratori, alcuni spazi vennero riservati all'allestimento di una quadreria. Oltre ai dipinti del cinquecentesco Luca Longhi, la raccolta comprendeva opere provenienti dal collezionismo privato, allestite dal Sarti secondo criteri ancora fondati sull'esperienza estetica. Nel corso del secolo la raccolta si arricchì notevolmente, soprattutto grazie ai lasciti e depositi dei cittadini. Nel 1896 l'intera raccolta venne riordinata da Corrado Ricci secondo moderni criteri di allestimento, fondati su esigenze di ricostruzione storica e storiografica e sulla predominanza delle istanze conoscitive su quelle estetiche. Nacque così la Galleria dell'Accademia. L'anno successivo fu lo stesso Ricci ad istituire a Ravenna la prima Soprintendenza di Italia, di cui sarà direttore. Galleria dell'Accademia fornirà il nucleo della Pinacoteca cittadina che, dal 2002 trova spazio all'interno del Museo d'arte (MAR).
Il 28 aprile 1924 fu aperta la Scuola del mosaico, la prima scuola pubblica del settore del XX secolo. Primo direttore fu Giuseppe Zampiga. Alla scuola si formarono i maggiori artisti e restauratori ravennati come Ines Morigi Berti, Sergio Cicognani, Lino Melano, Libera Musiani, Romolo Papa, Antonio Rocchi e Renato Signorini. 
Tra le persone di rilievo che hanno diretto l'accademia vi furono tra gli altri: Ignazio Sarti (1829-1855), Arturo Moradei, Domenico Miserocchi, Vittorio Guaccimanni e Giovanni Guerrini.
Nel 1974 l'accademia ottiene il riconoscimento legale. Negli anni 1980 ha raggiunto l'apice degli iscritti con 600 studenti.
Nel 2008 vengono istituiti il triennio in Arti visive e Mosaico e il biennio in Mosaico, unici nel panorama accademico italiano.
Il 1º gennaio 2023, dopo 194 anni di storia, diviene un'istituzione statale.
Negli anni 2023 e 2025 l'Accademia ha vinto il concorso per il Ventaglio del Presidente, indetto dall'Associazione stampa parlamentare, che ne fa omaggio alle tre massime cariche dello Stato italiano.

## Biblioteca
L'accademia è dotata di una biblioteca fin dalla fondazione. Al 2022, il patrimonio librario consta di circa 8000 volumi, riguardanti la storia e la didattica dell'arte. Vi è un'importante sezione sul XIX secolo. Sono inoltre presenti numerosi periodici e riviste di arte e architettura contemporanee.
La biblioteca fa parte della Rete Bibliotecaria di Romagna e San Marino, e dunque del Servizio Bibliotecario Nazionale italiano.